# Hòa An, thành phố Cao Lãnh
Hoà An là một xã thuộc thành phố Cao Lãnh, tỉnh Đồng Tháp, Việt Nam.

## Địa lý
Xã Hòa An nằm ở trung tâm thành phố Cao Lãnh, có vị trí địa lý:
- Phía đông giáp Phường 4 và phường Hòa Thuận
- Phía tây giáp xã Tân Thuận Tây
- Phía nam giáp Phường 6 và xã Tân Thuận Đông
- Phía bắc giáp Phường 11 và xã Mỹ Tân.

Xã Hòa An có diện tích 12,23 km², dân số năm 2008 là 11.426 người, mật độ dân số đạt 934 người/km².

## Hành chính
Xã Hòa An được chia thành 6 ấp: Đông Bình, Hòa Hưng, Hòa Khánh, Hòa Lợi, Hòa Long, Hòa Mỹ.

## Lịch sử
Trước đây, xã Hoà An thuộc huyện Cao Lãnh.
Ngày 23 tháng 2 năm 1983, Hội đồng Bộ trưởng ban hành Quyết định 13-HĐBT về việc chuyển xã Hòa An của huyện Cao Lãnh về thị xã Cao Lãnh mới thành lập quản lý.
Ngày 30 tháng 11 năm 2004, Chính phủ ban hành Nghị định 194/2004/NĐ-CP về việc thành lập phường Hòa Thuận trên cơ sở 229,20 ha diện tích tự nhiên và 5.309 người của xã Hòa An.
Sau khi điều chỉnh địa giới hành chính thành lập phường Hòa Thuận, xã Hòa An còn lại 1.207,55 ha diện tích tự nhiên và 9.308 nhân khẩu.
Ngày 16 tháng 1 năm 2007, Chính phủ ban hành Nghị định 10/2007/NĐ-CP về việc thành lập thành phố Cao Lãnh thuộc tỉnh Đồng Tháp. Xã Hòa An trực thuộc thành phố Cao Lãnh.